# ZDNet
ZDNet is een nieuwswebsite gericht op technologie. De website ging van start op 1 april 1991 en is eigendom van CBS Interactive.

## Geschiedenis
ZDNet startte begin jaren 90 als ZiffNet, een dienst waarop men zich kon abonneren, en informatie verschafte over fora, evenementen, en een doorzoekbaar archief. Oorspronkelijk was ZiffNet opgezet als online middel voor de gedrukte tijdschriften van uitgeverij Ziff Davis.
Op 20 juni 1995 maakte men bekend dat alle online diensten samengevoegd werden onder de naam "ZD Net", dat in 1997 uiteindelijk "ZDNet" werd.
In 1998 startte men ZDTV, een van de eerste televisiekanalen met een website waarop 24 uur per dag informatie was te bekijken over computergebruik, technologie en het internet. Het kanaal werd korte tijd later hernoemd naar TechTV.
Op 19 juli 2000 maakte concurrent CNET Networks bekend ZDNet over te nemen voor een bedrag van 1,6 miljard dollar. In mei 2008 nam CBS Corporation CNET over, en werd daarmee ook eigenaar van ZDNET.
ZDNet bevat een netwerk van circa 50 blogs die artikelen schrijven in de categorieën bedrijven, hardware, software, mobiel, beveiliging en onderzoek. Daarbij zijn er ook internationale edities van de website verschenen voor Japan en het Verenigd Koninkrijk.